# Batallón de Infantería de Marina N.º 5
El Batallón de Infantería de Marina N.º 5 Ec. es una unidad de la Armada Argentina perteneciente de la Fuerza de Infantería de Marina Austral.

## Historia

### Guerra de las Malvinas

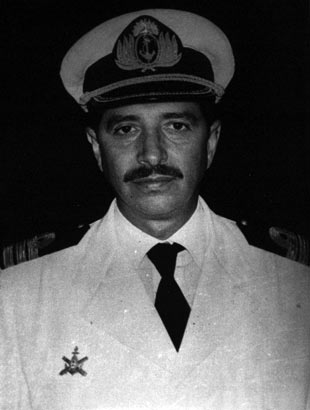
Carlos Robacio

Tras la Operación Rosario, el 7 de abril de 1982, el Batallón de Infantería de Marina N.º 5 había marchado a las islas Malvinas sumándose a la Guarnición Militar Malvinas. El comandante de la unidad era el capitán de fragata Carlos Robacio, quien se puso a las órdenes del Ejército Argentino, que asumió la defensa del archipiélago.
El Comando de la Infantería de Marina conducida por Carlos Büsser proporcionó al BIM5 perros de guerra. Después, el mando envió una compañía de 27 ametralladoras de 12,7 mm, de la cual solo un tercio llegó al batallón, mientras que el resto fue transferido a otros regimientos del Ejército.
El 29 de mayo el comandante de la Agrupación Ejército Puerto Argentino Oscar Jofre dispuso la incorporación de la Compañía C del Regimiento de Infantería 3 del Ejército al BIM N.º 5.